# Paracentrobia
Paracentrobia är ett släkte av steklar som beskrevs av Howard 1897. Paracentrobia ingår i familjen hårstrimsteklar.

## Dottertaxa tillParacentrobia, i alfabetisk ordning[1][2]
- Paracentrobia acuminata
- Paracentrobia ajmerensis
- Paracentrobia americana
- Paracentrobia andoi
- Paracentrobia auriscutellum
- Paracentrobia bharatpurensis
- Paracentrobia bicolor
- Paracentrobia brevifringiata
- Paracentrobia cassidavora
- Paracentrobia dimorpha
- Paracentrobia ducassei
- Paracentrobia exilimaculata
- Paracentrobia fusca
- Paracentrobia fuscusala
- Paracentrobia garuda
- Paracentrobia immaculata
- Paracentrobia livii
- Paracentrobia longiclavata
- Paracentrobia longipedicelata
- Paracentrobia longipennis
- Paracentrobia lutea
- Paracentrobia maduraiensis
- Paracentrobia magniclavata
- Paracentrobia masovica
- Paracentrobia mira
- Paracentrobia monotricha
- Paracentrobia neoflava
- Paracentrobia parflava
- Paracentrobia perditrix
- Paracentrobia prima
- Paracentrobia pubipennis
- Paracentrobia pulchella
- Paracentrobia punctata
- Paracentrobia sexguttata
- Paracentrobia subflava
- Paracentrobia subflavella
- Paracentrobia tenuinervis
- Paracentrobia tomaspidis
- Paracentrobia xanthogaster
- Paracentrobia yasumatsui
- Paracentrobia zabinskii